# Metalimnobia hudsonica
Metalimnobia hudsonica är en tvåvingeart som först beskrevs av Osten Sacken 1861.  Metalimnobia hudsonica ingår i släktet Metalimnobia och familjen småharkrankar. Inga underarter finns listade i Catalogue of Life.